# 済州運転免許試験場
済州運転免許試験場（チェジュうんてんめんきょしけんじょう）は済州特別自治道済州市にある道路交通公団の運転免許試験場。

## 施設概要
- 技能試験場
- 受付
- 学科試験場

## 学科試験
- PC式
- 手話ビデオ（重度の聴覚障害者対象）

## 技能試験が可能な運転免許の種類
各運転免許の詳細については運転免許の区分を参照
- 第一種大型免許
- 第一種特殊免許（トレーラー）
- 第一種特殊免許（レッカー）
- 第一種普通免許
- 第二種普通免許
- 第二種小型免許
- 第二種原動機付自転車免許
  - 多輪形原動機付自転車限定免許（2011年1月下旬から）

## 交通アクセス
済州市外バスターミナルから競馬公園経由のバスに乗車し運転免許試験場で下車（所要時間：30分程度）